# Polystichtis crispinella
Polystichtis crispinella är en fjärilsart som beskrevs av Hans Ferdinand Emil Julius Stichel 1911. Polystichtis crispinella ingår i släktet Polystichtis och familjen Riodinidae. Inga underarter finns listade i Catalogue of Life.